# Aiko
Aiko, księżniczka Toshi (jap. 敬宮愛子内親王 Toshi-no-miya Aiko Naishinnō; ur. 1 grudnia 2001 w Tokio) – japońska księżniczka Toshi, jedyna córka cesarza Naruhito i jego małżonki, cesarzowej Masako.
Wokół możliwości wstąpienia księżniczki na tron cesarski toczyła się w Japonii poważna debata. Prawo japońskie zabrania bowiem wstąpienia na tron kobiety. Tymczasem od 1965 roku przez kilkadziesiąt lat w cesarskiej rodzinie nie urodził się męski potomek. Naciski dworu cesarskiego na księżnę Masako wywołały u niej załamanie nerwowe. Jednocześnie większość japońskiej opinii publicznej nie miałaby nic przeciwko, aby Aiko w przyszłości wstąpiła na tron.
Wszelkie rządowe prace nad zmianą prawa sukcesji tronu przez kobiety zostały wstrzymane, kiedy 7 lutego 2006 roku Agencja Dworu Cesarskiego ogłosiła, że stryj Aiko, książę Akishino i księżna Kiko spodziewają się narodzin trzeciego dziecka. Narodziny chłopca, księcia Hisahito, 6 września 2006 roku prawdopodobnie zakończyły prace nad zmianami w ustawodawstwie i tym samym pogrzebały szanse księżniczki na sukcesję.